# Sankt Oswald ob Eibiswald
Sankt Oswald ob Eibiswald är en ort i Österrike. Den ligger i kommunen Eibiswald i förbundslandet Steiermark, 190 kilometer sydväst om huvudstaden Wien. Orten var till och med 2014 huvudort i kommunen Sankt Oswald ob Eibiswald som även omfattade orterna Krumbach och Mitterstraßen.